# Kim Yong-ae
Kim Yong-ae (7 de março de 1983) é uma futebolista norte-coreana que atua como atacante.

## Carreira
Kim Yong-ae integrou o elenco da Seleção Norte-Coreana de Futebol Feminino, nas Olimpíadas de 2008. 